# Tetriginae
Tetriginae (лат.) — подсемейство прямокрылых семейства прыгунчиков. Описано Жюлем Пьером Рамбюром в 1838 году.

## Описание
Лобное ребро с бороздкой. Усики состоят из 12-15 члеников. Боковые лопасти переднеспинки с округлёнными задними углами, направленными вниз. Голени третьей пары ног на вершине слегка расширены. Первый членик лапок длиннее третьего.

## Классификация
В мировой фауне более 40 родов:
- триба Dinotettigini Günther, 1979
  - Afrocriotettix Günther, 1938
  - Dinotettix Bolívar, 1905
  - Ibeotettix Rehn, 1930
  - Lamellitettix Hancock, 1904
  - Marshallacris Rehn, 1948
  - Pseudamphinotus Günther, 1979

- триба Tetrigini Rambur, 1838
  - Clinotettix Bey-Bienko, 1933
  - Tetrix Latreille, 1802
  - Coptotettix Bolívar, 1887
  - Paratettix Bolívar, 1887
  - Euparatettix Hancock, 1904
  - Hydrotetrix Uvarov, 1926
  - Thibron Rehn, 1938
  - Exothotettix Zheng & Jiang, 1993

- не распределённые по трибам
  - Aalatettix Zheng & Mao, 2002
  - Agkistropleuron Bruner, 1910
  - Alulatettix Liang, 1993
  - Bannatettix Zheng, 1993
  - Bienkotetrix Karaman, 1965
  - Carolinotettix Willemse, 1951
  - Clypeotettix Hancock, 1902
  - Coptottigia Bolívar, 1912
  - Danielatettix Cadena-Castañeda, 2021
  - Ergatettix Kirby, 1914
  - Formosatettix Tinkham, 1937
  - Formosatettixoides Zheng, 1994
  - Hedotettix Bolívar, 1887
  - Lamellitettigodes Günther, 1939
  - Leptacrydium Chopard, 1945
  - Liotettix Bolívar, 1906
  - Macquillania Günther, 1972
  - Micronotus Hancock, 1902
  - Neocoptotettix Shishodia, 1984
  - Neotettix Hancock, 1898
  - Nomotettix Morse, 1894
  - Ochetotettix Morse, 1900
  - Oxyphyllum Hancock, 1909
  - Sciotettix Ichikawa, 2001
  - Stenodorsus Hancock, 1906
  - † Succinotettix Piton, 1938
  - Teredorus Hancock, 1907
  - Tettiella Hancock, 1909
  - Tettiellona Günther, 1979
  - Xiaitettix Zheng & Liang, 1993

## Палеонтология
Древнейшие находки ископаемых представителей подсемейства известны из отложений лютетского яруса (около 47,8—41,3 млн лет) в Германии.

## Распространение
Встречаются на всех континентах кроме Антарктиды, но наибольшее разнообразие представлено в умеренных областях Голарктики.